# Campionati italiani di triathlon del 1997
I Campionati italiani di triathlon del 1997 (IX edizione) sono stati organizzati dalla Federazione Italiana Triathlon e si sono tenuti a Tarquinia Lido in Lazio, in data 19 luglio 1997.
Tra gli uomini ha vinto per la terza volta consecutiva Fabrizio Ferraresi (Victory Tri Mo), mentre la gara femminile è andata per la seconda volta consecutiva a Manuela Ianesi (Lc-Bozen).

## Risultati

### Élite uomini
| Pos. | Atleta               | Società sportiva       | Nuoto    | Bici     | Corsa    | Totale   |
| ---- | -------------------- | ---------------------- | -------- | -------- | -------- | -------- |
|      | Fabrizio Ferraresi   | Victory Tri Mo         | 00:17:56 | 00:58:57 | 00:32:40 | 01:49:33 |
|      | Danilo Palmucci      | Fri Team               | 00:18:52 | 00:58:06 | 00:33:15 | 01:50:13 |
|      | Stefano Belandi      | Fiamme Azzurre         | 00:17:59 | 00:58:54 | 00:33:38 | 01:50:31 |
| 4    | Alessandro Bottoni   | Fiamme Azzurre         | 00:18:15 | 00:58:45 | 00:34:03 | 01:51:03 |
| 5    | Giovanni Bertagnin   | Forze Armate Triathlon | 00:20:38 | 00:56:14 | 00:34:22 | 01:51:14 |
| 6    | Davide Maraja        | Fumane Triathlon       | 00:18:06 | 00:58:48 | 00:34:52 | 01:51:46 |
| 7    | Gianfranco Mione     | Torino Triathlon       | 00:18:04 | 00:58:04 | 00:36:13 | 01:52:21 |
| 8    | Vanny Favotto        | Silca Ultralite        | 00:17:57 | 00:58:10 | 00:36:23 | 01:52:30 |
| 9    | Marco Salamon        | Fun Tri Team           | 00:19:07 | 00:57:52 | 00:35:47 | 01:52:46 |
| 10   | Andrea Palmieri      | Forze Armate Triathlon | 00:20:22 | 00:56:34 | 00:35:59 | 01:52:55 |
| 11   | Gianluca Calfapietra | Fun Tri Team           | 00:18:11 | 00:58:47 | 00:36:03 | 01:53:01 |
| 12   | Simone Mela          | Fri Team               | 00:18:08 | 00:58:52 | 00:36:09 | 01:53:09 |
| 13   | Edoardo Piantanida   | Tnt Somma              | 00:18:25 | 00:58:31 | 00:36:42 | 01:53:38 |
| 14   | Paolo Cagliari       | Fri Team               | 00:18:41 | 00:58:16 | 00:37:16 | 01:54:13 |
| 15   | Marco Materazzi      | Azzurra Plusport       | 00:20:26 | 00:56:29 | 00:37:27 | 01:54:22 |
| 16   | Marco Marchese       | Happidea Triathlon     | 00:17:46 | 00:59:12 | 00:38:14 | 01:55:12 |
| 17   | Andrea Luberti       | Lazio Triathlon        | 00:20:36 | 00:56:18 | 00:38:48 | 01:55:42 |
| 18   | Enrico Vanelli       | Forze Armate Triathlon | 00:19:05 | 00:57:56 | 00:39:05 | 01:56:06 |
| 19   | Gianpaolo Sala       | Forze Armate Triathlon | 00:20:14 | 00:56:43 | 00:39:42 | 01:56:39 |
| 20   | Enrico Rubino        | Torino Triathlon       | 00:18:10 | 00:58:52 | 00:39:59 | 01:57:01 |

### Élite donne
| Pos. | Atleta               | Società sportiva           | Nuoto    | Bici     | Corsa    | Totale   |
| ---- | -------------------- | -------------------------- | -------- | -------- | -------- | -------- |
|      | Manuela Ianesi       | Lc-Bozen                   | 00:19:48 | 01:03:43 | 00:41:05 | 02:04:36 |
|      | Martina Dogana       | Tri. Rari Nantes Marostica | 00:22:21 | 01:07:07 | 00:42:39 | 02:12:07 |
|      | Elena Mauri          | Rho Triathlon Club         | 00:20:33 | 01:09:19 | 00:42:50 | 02:12:42 |
| 4    | Monica Tardo         | Nadir Palermo              | 00:22:28 | 01:07:04 | 00:43:40 | 02:13:12 |
| 5    | Adelaide Cappellini  | Parkpre                    | 00:19:57 | 01:08:36 | 00:45:23 | 02:13:56 |
| 6    | Nadia Da Ros         | Silca Ultralite            | 00:19:21 | 01:10:32 | 00:48:55 | 02:18:48 |
| 7    | Luisa Cilli          | Teramo Triathlon Team      | 00:24:35 | 01:12:52 | 00:41:45 | 02:19:12 |
| 8    | Cristina Inglese     | Sef Leasing                | 00:24:24 | 01:09:15 | 00:49:59 | 02:23:38 |
| 9    | Simona Zaccardi      | Torino Triathlon           | 00:27:28 | 01:13:13 | 00:44:38 | 02:25:19 |
| 10   | Tessa Caimi          | Pro Patria Milano          | 00:26:06 | 01:14:36 | 00:46:43 | 02:27:25 |
| 11   | Alessandra Brunelli  | Anzio Triathlon            | 00:22:41 | 01:10:54 | 00:55:21 | 02:28:56 |
| 12   | Alessandra Luzzi     | Teramo Triathlon Team      | 00:24:42 | 01:16:03 | 00:48:34 | 02:29:19 |
| 13   | Roberta Falaschi     | Anzio Triathlon            | 00:25:02 | 01:20:34 | 00:46:31 | 02:32:07 |
| 14   | Paola Cannas         | Trioristano                | 00:27:15 | 01:17:42 | 00:48:19 | 02:33:16 |
| 15   | Francesca Ricchetti  | Avia Pervia                | 00:24:48 | 01:18:17 | 00:50:18 | 02:33:23 |
| 16   | Alessandra Monselice | Teramo Triathlon Team      | 00:27:59 | 01:20:21 | 00:46:08 | 02:34:28 |
| 17   | Annamaria Nizzola    | Triathlon Mantova          | 00:27:22 | 01:17:38 | 00:50:59 | 02:35:59 |
| 18   | Edwige De Mattia     | Happidea Triathlon         | 00:29:48 | 01:18:46 | 00:53:05 | 02:41:39 |
| 19   | Silvia Boschero      | Torino Triathlon           | 00:31:16 | 01:19:29 | 00:51:50 | 02:42:35 |
| 20   | Anna Bonani          | Dolomitica                 | 00:22:49 | 01:25:34 | 01:05:09 | 02:53:32 |